# La Playa (Norte Santander)
La Playa é um município da Colômbia, localizado no departamento de Norte de Santander.